# Marek Ziółkowski (dyplomata)
Marek Ziółkowski (ur. 1955 w Kętrzynie) – polski dyplomata. Ambasador RP na Ukrainie (2001–2005), w Kenii (2012–2015), przy NATO (2017–2019), podsekretarz stanu w Ministerstwie Spraw Zagranicznych (2015–2017).

## Życiorys
Ukończył w 1981 studia filozoficzne na Uniwersytecie Warszawskim. Pracował w branży turystycznej, a później statystycznej. W 1991 rozpoczął pracę w Ministerstwie Spraw Zagranicznych jako konsul w Konsulacie Generalnym w Mińsku. Po przekształceniu placówki w ambasadę zastępca szefa misji w stopniu radcy. Chargé d’affaires w latach 1995–1996. W kolejnych latach pracował w Departamencie Europy Wschodniej MSZ (jako zastępca dyrektora i dyrektor). W latach 2001–2005 pełnił funkcję ambasadora RP na Ukrainie. Po powrocie do kraju był, m.in. zastępcą dyrektora Departamentu Polityki Bezpieczeństwa (2006–2008) i dyrektorem Departamentu Współpracy Rozwojowej MSZ (2008–2010). W latach 2011–2012 pracował w Departamencie Ameryki, będąc odpowiedzialnym, m.in. za współpracę gospodarczą Polski i Stanów Zjednoczonych.
Postanowieniami prezydenta RP z 12 czerwca 2012 został mianowany ambasadorem RP w Kenii oraz na stanowiska stałego przedstawiciela RP przy UNEP i UN-Habitat. Został także akredytowany w dziewięciu innych państwach afrykańskich, w tym na Madagaskarze. 11 grudnia 2015 został odwołany z zajmowanych stanowisk.
W grudniu tego samego roku został powołany na stanowisko podsekretarza stanu w MSZ do spraw polityki wschodniej i bezpieczeństwa. Zakończył urzędowanie w maju 2017 w związku z objęciem stanowiska ambasadora RP przy NATO, które zajmował do marca 2019. Następnie pracował w Departamencie Wschodnim MSZ. Od kwietnia 2021 na emeryturze.
Jest autorem publikacji i artykułów na tematy białoruskie i ukraińskie. Zna język rosyjski, angielski i niemiecki. Ojciec dwójki dzieci.

## Odznaczenia
- Krzyż Kawalerski Orderu Odrodzenia Polski – 2011[11][12]
- Order Księcia Jarosława Mądrego V stopnia – 2005, Ukraina[13]

## Publikacje książkowe
- Marek Ziółkowski: Szkice o kościołach obrządków wschodnich w Polsce Północno-Wschodniej. Warszawa: Oddział Uniwersytecki PTTK Polskiego Towarzystwa Turystyczno-Krajoznawczego, 1985, s. 118. OCLC 835901959.
- Marek Ziółkowski: Projekt Ukraina. Wrocław: Kolegium Europy Wschodniej im. Jana Nowaka Jeziorańskiego, 2008, s. 154. ISBN 978-83-61617-08-2.